# Göksu (Euphrat)
Der Göksu (türkisch für „blaues Wasser“) ist ein rechter Nebenfluss des Euphrat in den südosttürkischen Provinzen Kahramanmaraş und Adıyaman.
Der Göksu entspringt an der Nordflanke des Engizek Dağı in der Provinz Kahramanmaraş. Er fließt in überwiegend östlicher Richtung in die Provinz Adıyaman. Dabei passiert er Düzbağ und fließt nördlich an Gölbaşı vorbei. Im Unterlauf wendet er sich allmählich nach Süden. Etwa 8 km oberhalb der Mündung in den Euphrat wird der Fluss von der Burç-Bendi-Talsperre aufgestaut. 